# Ramon Puig i Artigas
Ramon Puig i Artigas (Barcelona, 25 de desembre de 1967), més conegut pel seu nom artístic, Werens, és un grafiter, pintor, il·lustrador i dissenyador gràfic sabadellenc.
Va estudiar a l'Escola Massana de Barcelona entre 1987 i 1992, on va obtenir el títol de disseny gràfic, i l'any 1993 va viatjar a Londres per especialitzar-se en tipografia al London College of Printing i en il·lustració i tractament d'imatges per ordinador al Middlesex Polytechnic (1994). També es va formar en disseny d'embalatge (1994), noves tecnologies (1997) i veejing (2007). Des de l'any 1991 ha exposat ininterrompudament en galeries d'art catalanes, espanyoles i d'arreu d'Europa, així com a Bali. El Museu d'Art de Sabadell conserva obra seva i li va dedicar una exposició retrospectiva el 2015.
Sol treballar per sèries o projectes, que engloben grafits però també pintures, il·lustracions o treballs gràfics, generalment sota una mateixa temàtica. Concep el grafit com una manera d'acostar l'art a la gent, de millorar el paisatge visual i l'entorn urbà, en oposició a les ciutats grises, buides i sense vida. La seva obra ha evolucionat d'una temàtica punk, passant pel món dels djs, fins a projectes on representa de manera seriada elements del món natural i vegetal com les abelles o, sobretot, les flors, un tema recurrent des del 2006 i amb el qual va preparar la mostra Wild Flowers (2012) o bé Florsss! (2009). A banda del grafit, Werens ha treballat altres camps com la il·lustració, el disseny gràfic, les projeccions audiovisuals. També ha il·lustrar llibres, com el conte d'Antoni Dalmases Dúiem la carta i... (2012). El 2015 el Museu d'Art de Sabadell li va dedicar una exposició retrospectiva, per on van passar més de 12.000 persones. L'any 2016 va ser autor, junt amb la ceramista Maria Bosch, d'un plat d'art per al Memorial Àlex Seglers.

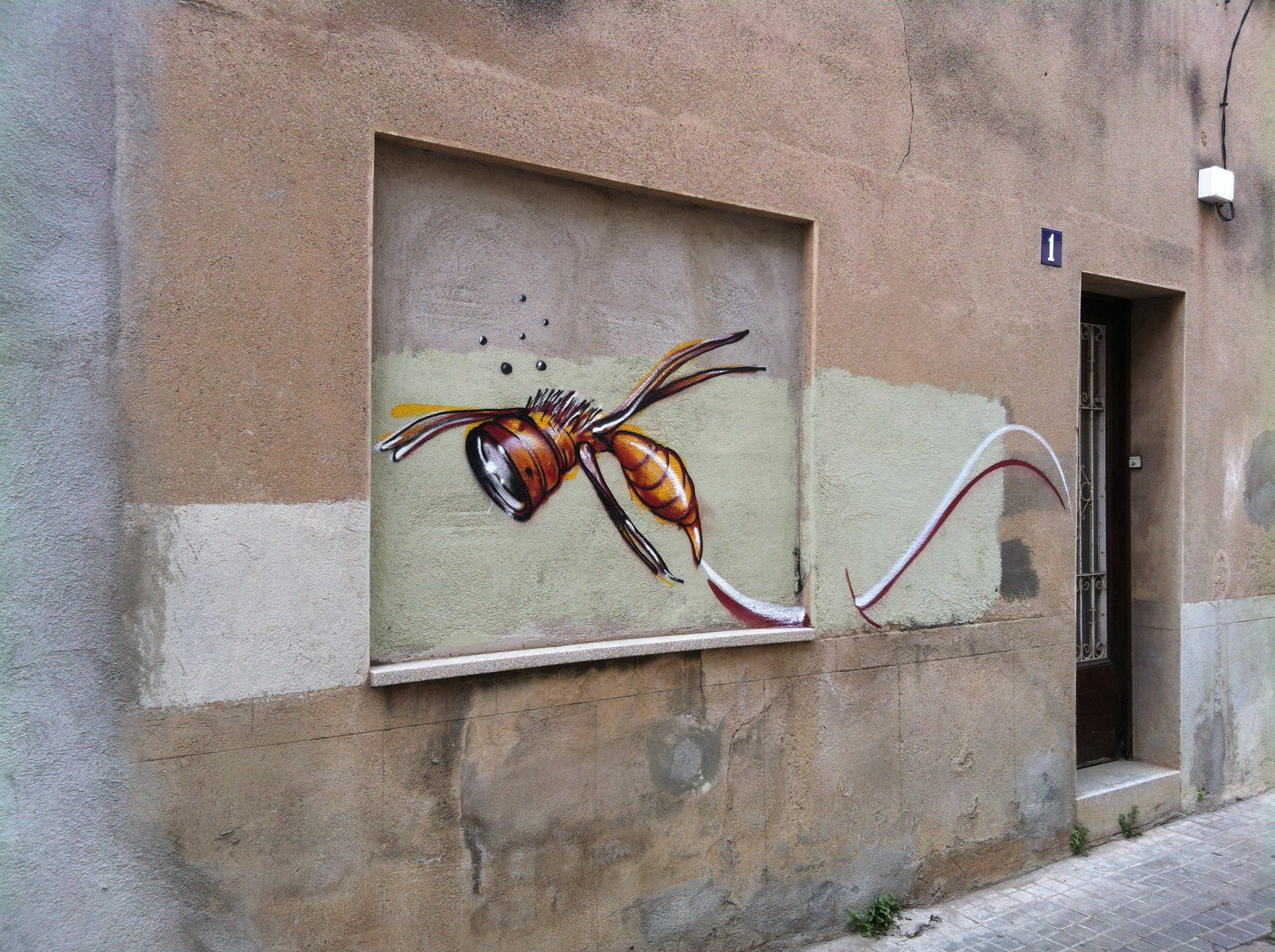
Abella de Werens a Sabadell
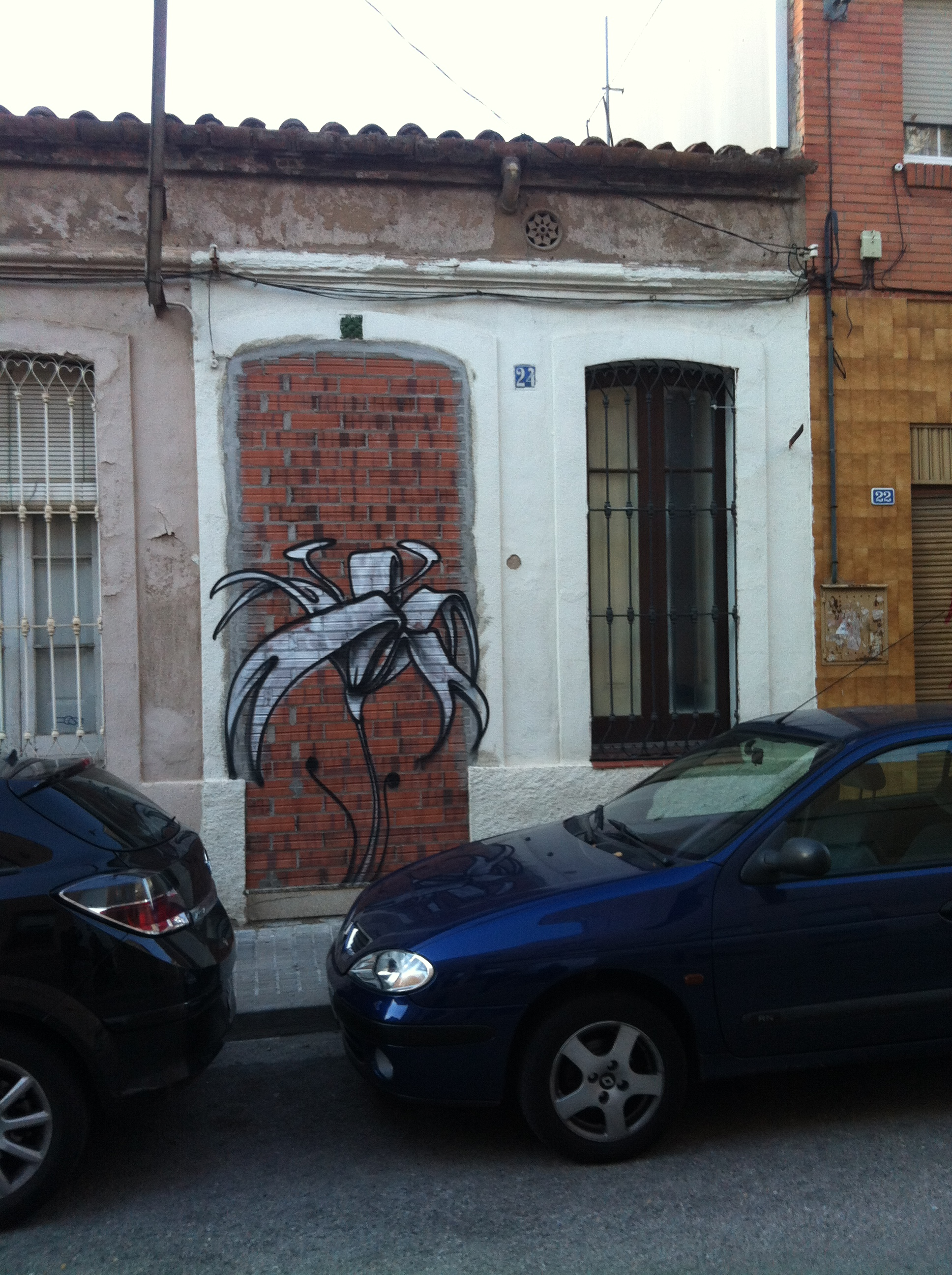
Flor
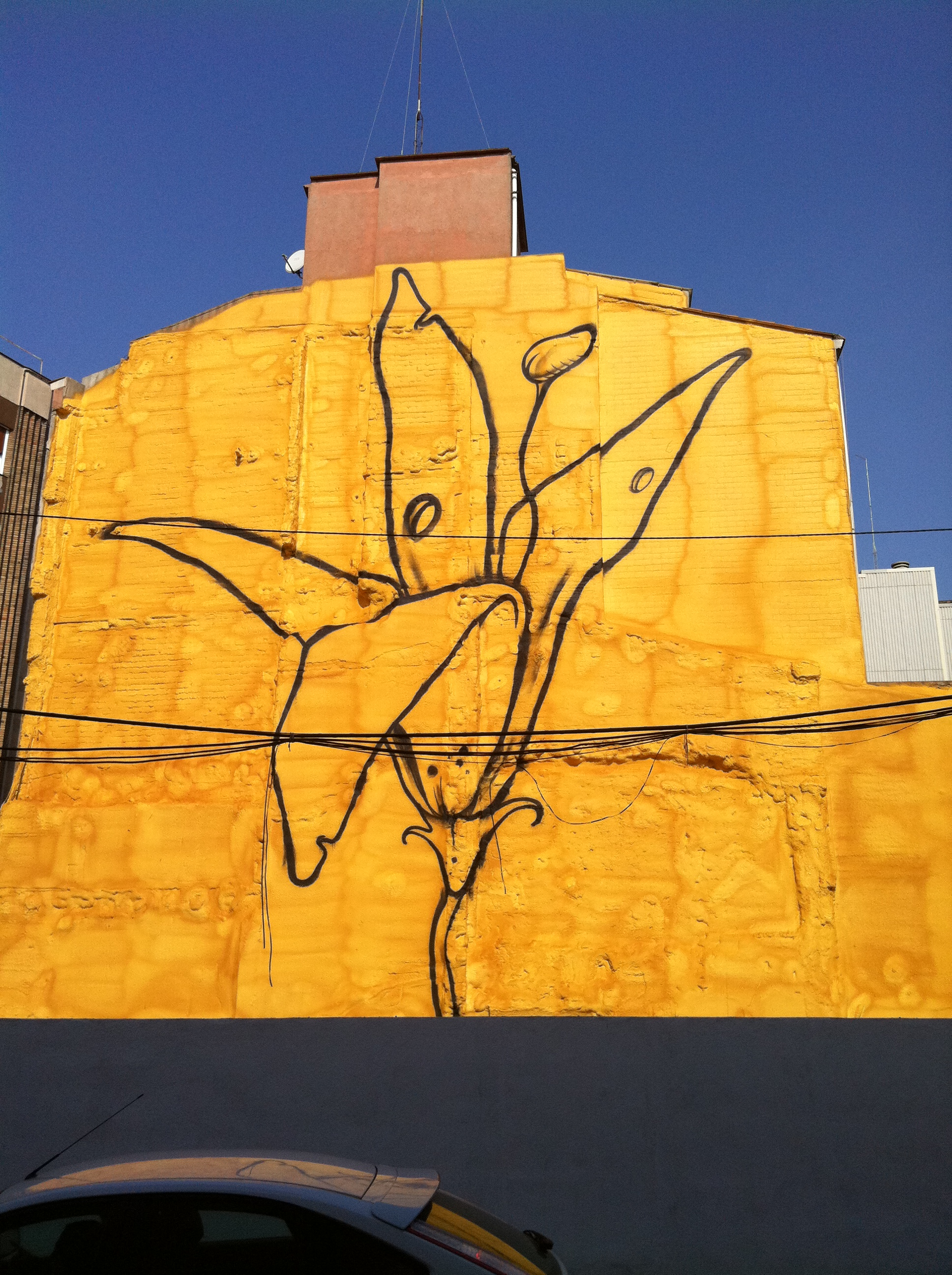
Flor a la plaça de l'Àngel de Sabadell

## Exposicions
- 2010. We Bring Sun, Tag Gallerie (Brussel·les)[12]
- 2012. Wild Flowers, Montana Galeria (Barcelona)[13]
- 2013. Dron Atac, Impaktes Visuals (Sabadell)[14]
- 2014. Werens Bigger, Hospital Taulí (Sabadell)[15]
- 2015. Werens. Art urbà. Museu d'Art de Sabadell[16][17]